# کیوو جنوبی
کیوو جنوبی (به فرانسوی: Sud-Kivu)، استانی در جمهوری دموکراتیک کنگو است و ۶۵٬۰۷۰ کیلومترمربع مساحت و ۵٬۷۷۲٬۰۰۰ نفر جمعیت دارد.